# Нападения на сотрудников ТЦК и здания ТЦК на Украине
Нападения на сотрудников ТЦК и здания ТЦК на Украине начали происходить почти сразу после начала принудительной мобилизации мужчин в Украине, но изначально они имели в основ характер борьбы без применения оружия, с целью например не дать мобилизовать конкретного мужчину. С 2024 начались и насильственные акции против сотрудников ТЦК.

## Предыстория
Всеобщая мобилизация по всей Украине была объявлена в первый день войны. Так же было объявлено военное положение, а мобилизованным запретили выезд из страны.
В начале вторжения в армию поступили сотни тысяч добровольцев, что сильно помогло с вопросом мобилизации на время.
После исчерпания людских ресурсов, деморализации войск и проблем ротации вопрос мобилизации встал остро, так как потери сильно повлияли на численность войск..
В апреле 2024 мобилизация была ужесточена. Число атак возросло.

## Реакции и причастность России
Руководитель Центра противодействия дезинформации при СНБО Андрей Коваленко заявил, что операции против военных, в том числе со взрывами в ТЦК курируют российские спецслужбы. Он также отметил усиление медиа-кампании, направленной на срыв мобилизации в Украине.
Национальная полиция Украины тоже обвиняла Россию, совместно с СБУ.
После того, как изданию Texty удалось связаться с вербовщиком одного из Telegram-каналов, тот рассказал что Россия не причастна к ТГК, сам вербовщик из Украины, и предлагал награду за выполнение поставленных им задач.
Крупнейший открытый Telegram-канал, действующий против мобилизации в Украине называется «Украина против», и имеет 8 тысяч подписчиков. В канале публикуются новости и материалы с различных акций мелкого саботажа (поджоги релейных шкафов, автомобилей и тд). У канала есть бот для вербовки.

## Ход событий

### 2024
Превышение своих полномочий от сотрудников ТЦК и нападения стали замечать ещё до принятия закона о ужесточении мобилизации в мае 2024.
Март
11 марта двое братьев напали на сотрудников ТЦК с топором и повредили их автомобиль. По данным родственников нападавших, сын одного из них пропал без вести на фронте. Мужчина обратился в ТЦК для помощи и был избит. Мужчина уже обращался в ТЦК ранее с этой же просьбой, но ему отказывали. Нападение произошло потому что мужчина встретил тех же сотрудников ТЦК, которые избили его.

#### Июнь
- 17 июня в городе Яворов Львовской области неизвестный напал на сотрудника военкомата. В ТЦК рассказали, что пострадавший — мужчина, ранее участвовавший в конфликте на стороне Украины. Его перевели в военкомат Яворова после ранения. Мужчина 17 июня сопровождал другого военнослужащего к месту прохождения военно-врачебной комиссии, когда на него напали на улице. Сотрудника ТЦК ударили тяжелым тупым предметом по голове. Пострадавшего госпитализировали с черепно-мозговой травмой. Нападавшего задержали и арестовали[10].
- 23 июня в Одессе неизвестные сожгли машину работника ТЦК по Приморскому району. Пожар произошел в поселке Котовского (микрорайон Одессы). На видео, опубликованном в Telegram-канале «Страна.ua», видно, как стоящий во дворе дома автомобиль полностью охвачен пламенем[11].

#### Июль
- 15 июля в городе Буск Львовской области неизвестный бросил гранату в здание ТЦК. Сообщение об инциденте поступило к правоохранительным органам ночью 15 июля. По словам заявителя, неизвестный бросил гранату в фасад ТЦК, а затем скрылся. Пострадавших в результате происшествия нет, повреждены окна и фасад здания[12].

#### Декабрь
- 14 декабря у одного из ТЦК в Днепре произошёл взрыв СВУ, погиб 1 человек, ранение получили 3[13]. Подозреваемый был задержан спустя несколько дней.

- 24 декабря в город Бердичев Житомирской области произошёл взрыв возле административного здания. К установлению причастных к преступлению привлекались оперативники уголовного розыска ГУНП и управления стратегических расследований ДСР НПУ, сотрудники УСБУ области»[14]. В области была введена специальная полицейская операция для задержания причастных лиц. Об их розыске также были уведомлены правоохранители из соседних регионов. По данным полиции, через несколько часов в Житомире был задержан один из подозреваемых. Им оказался 41-летний уроженец Донецкой области, который ранее неоднократно был судим. Как было предварительно установлено, ему помогала 23-летняя жительница Бердичева, которая уже привлечена к наркопреступлениям. Она передала мужчине взрывное устройство. По имеющейся информации, сообщники организовали взрыв под руководством российских кураторов[15].
- По данным Национальной полиции Украины за 2024 год было задержано 497 человек за поджоги и взрывы у зданий ТЦК и поджëги автомобилей военных[16]. Наибольшее число поджëгов было зафиксировано в Киеве, Одесской области и Харьковской области. Меньше всего поджëгов происходило на западе Украины, Черниговской и Сумской области. В Херсонской области, где проходит линия фронта, так же регистрировали малое количество поджëгов. Установили личности 155 поджигателей из 266 случаев поджëгов, это 58% от общего числа. Всего было сожжено 298 автомобилей военных и добровольцев, помогавших военным. В 30% случаев заказчика преступления удалось найти. К поджëгам привлекают и несовершеннолетних.[17]

### 2025

#### Февраль
- 1 февраля:
  - На автозаправочной станции в городе Пирятин Полтавской области во время сопровождения военнообязанных в учебный центр неизвестный из ружья застрелил военнослужащего Полтавского районного ТЦК. Мужчина в военной форме подошел к военнослужащему Полтавского ТЦК, угрожая охотничьим ружьем, требовал отдать оружие. Получив отказ, преступник выстрелил в военнослужащего. После нападения злоумышленник завладел автоматом военнослужащего и скрылся вместе с одним из мобилизованных военнообязанных. В Полтавской области была введена специальная операция "Сирена", осуществляется взаимодействие с военными структурами и правоохранительными органами смежных регионов[18][19]. С привлечением спецподразделений полиции области их задержали и изъяли у нападавшего и мобилизованного оружие. По данным полиции, стрелял в военного житель Полтавщины 1984 года рождения. Его сообщник — житель Полтавы 1988 года рождения[20].
  - В Ровно около 16:20 произошел взрыв в ТЦК. [21] По состоянию на 17:00 Ровно ограничили движение рядом с местом взрыва. В пресс-службе полиции сообщили об одном погибшем человеке и шести раненых в результате взрыва[22].
- 2 февраля в Павлограде Днепропетровской области Возле здания ТЦК произошел взрыв неустановленного предмета. Лёгкие ранения получил один человек. Об этом сообщает РБК-Украина со ссылкой на Facebook-страницу Полиции Днепропетровской области[23][24].
- 5 февраля около 13:00[25] в городе Каменец-Подольский Хмельницкой области прогремел взрыв. Инцидент произошел в помещении ТЦК. Об этом сообщает РБК-Украина со ссылкой на источники в правоохранительных органах. Как сообщают местные СМИ, предварительно, погиб мужчина. Также известно, что четыре человека ранены.[26].

## Действия властей Украины
В феврале 2025 года принята инициатива о контрактах с министерством обороны Украины для людей в возрасте от 18 до 25 лет за 1 миллион гривен, с зарплатой в месяц до 120 000 гривен.
29 апреля 2025 года Генеральный штаб ВСУ объявил, что сотрудники ТЦК без боевого опыта и ограничений по здоровью.
Против некоторых сотрудников ТЦК были объявлены подозрения и начаты расследования. Так, против заместителя главы Винницкого ТЦК Оксаны Янчак и её подчинённого предъявлено обвинение по статье о превышении служебных полномочий военным лицом, повлекшее существенный вред, совершённых в условиях военного положения группой лиц.